# ぎょしゃ座オメガ星
ぎょしゃ座ω星（ぎょしゃざオメガせい、ω Aurigae、ω Aur）は、ぎょしゃ座にある恒星である。見かけの等級は4.94と、肉眼でみえる明るさである。年周視差から求めた距離は、約161光年である。ぎょしゃ座ω星は、5等星と8等星からなる二重星で、実際に連星を形成するとみられる。ぎょしゃ座ω星は、はと座アソシエーションの一員だと考えられる。

## 星系
ぎょしゃ座ω星は二重星で、明るい方のぎょしゃ座ω星Aは見かけの等級が4.99、暗い方のぎょしゃ座ω星Bは見かけの等級が8.19、両者は南北に5秒弱離れている。この二重星は、口径5 cmの天体望遠鏡があれば分解することができ、白い星と青い星の対にみえるが、より大きい口径の望遠鏡では観測者によって色合いが異なり、黄色い星同士の対にみえたり、青白い星と薄く色づいている星の対にみえたりするという。
ぎょしゃ座ω星AとBは、固有運動が共通している真の連星と考えられている。ぎょしゃ座ω星の空間運動速度は、はと座アソシエーションのそれと整合し、同アソシエーションの一員だと考えられる。であれば、はと座アソシエーションの年齢はおよそ3000万年と見積もられているので、ぎょしゃ座ω星の年齢も同程度となる。

## 特徴
主星のぎょしゃ座ω星AはA型主系列星で、スペクトル型はA1 Vと分類される。光度は太陽の26.3倍程度で、光球の有効温度は約9570 Kと推定される。半径は太陽の約2.3倍、質量も太陽の約2.3倍と見積もられる。伴星のぎょしゃ座ω星Bは、スペクトル型がG0 Vと分類され、質量は太陽のおよそ1.1倍と見積もられる。
スピッツァー宇宙望遠鏡による観測で、ぎょしゃ座ω星は当初赤外超過がないとされたが、これには伴星の測光精度が良くないため正確な評価ができないという注釈が付いた。その後、中間赤外線でやや超過があることが示され、星周円盤が存在するのではないかと考えられる。円盤は、粒子の温度が約482 K、円盤直径が約1.7 au、円盤の塵の全質量は月の数万分の1程度と見積もられる。
X線観測衛星ROSATの全天掃天観測によって、ぎょしゃ座ω星は強いX線源とされた。強いX線放射が期待される性質の恒星ではないが、ROSATの位置決定誤差の範囲に伴星も含まれることから、伴星の存在が影響している可能性が考えられる。